# Temporada 1956-1957 del Club Joventut Badalona
La temporada 1956-1957 va ser la 18a temporada en actiu del Club Joventut Badalona des que va començar a competir de manera oficial. La Penya va disputar la 1a temporada a la màxima categoria del bàsquet espanyol en l'any de la seva creació, acabant la competició en la sisena posició. Aquesta temporada es va proclamar campió del XXXII Campionat de Catalunya.

## Resultats
Lliga espanyola
El Joventut va participar en aquesta primera edició de la lliga espanyola, en la que va acabar en sisena posició de sis equips participants. En els 10 partits que va disputar va obtenir un bagatge de 2 victòries i 8 derrotes, amb 520 punts a favor i 592 en contra (-72).
Campionat de Catalunya
La Penya es va proclamar campiona de la darrera edició del Campionat de Catalunya, per davant de l'Aismalíbar i el Barça, sent aquest el cinquè campionat aconseguit pel club d'aquesta competició.
Altres competicions
El Joventut va guanyar aquesta edició del Trofeu Samaranch després d'eliminar els Josepets, BIM i Aismalíbar a les rondes prèvies a la final, en la que es va imposar al Barcelona per 55 a 46.

## Plantilla
La plantilla del Joventut aquesta temporada va ser la següent:
| Club Joventut Badalona: plantilla 1956-57 |
| Jugadors                                  |
| Josep Brunet                              |
| Jaume Bassó                               |
| Joaquim Ballester                         |
| Jaume Fajeda                              |
| Tomàs Carbonell                           |
| Joaquim Enseñat                           |
| Artur Auladell                            |
| Francesc Granados                         |
| Jordi Castellà                            |
| Enric Utrillas                            |
| Jordi Colomé                              |
| Aleix Escutié                             |
| Gasull                                    |
| Entrenador                                |
| Joaquim Broto                             |